# صالح بن علوي جمل الليل
صالح بن علوي جمل الليل (1269 - 1354 هـ) عالم مسلم ومرشد ديني كبير أحد أشهر علماء المسلمين في شرق القارة الأفريقية. يعد شيخ شيوخ شرق أفريقيا وهو أبو حركة العلم فيها، وله مناقب ومثابرات في نشر الدين والعلم. أسس أول معهد لتعليم الثقافة الإسلامية في أفريقيا الشرقية بمسجده مسجد الرياض. وهو المؤسس للمهرجان السنوي الكبير في بلدة لامو للاحتفال بمولد النبي محمد ﷺ.

## نسبه
صالح بن علوي بن عبد الله بن حسن بن أحمد بن عبد الله صاحب الطيور بن أحمد بن هارون بن عبد الرحمن بن أحمد بن عبد الله بن محمد جمل الليل بن حسن المعلم بن محمد أسد الله بن حسن الترابي بن علي بن الفقيه المقدم محمد بن علي بن محمد صاحب مرباط بن علي خالع قسم بن علوي بن محمد بن علوي بن عبيد الله بن أحمد المهاجر بن عيسى بن محمد النقيب بن علي العريضي بن جعفر الصادق بن محمد الباقر بن علي زين العابدين بن الحسين السبط بن الإمام علي بن أبي طالب، والإمام علي زوج فاطمة بنت محمد ﷺ.
فهو الحفيد 32 لرسول الله محمد ﷺ في سلسلة نسبه.

## مولده ونشأته
ولد في سنقاني بجزيرة القمر الكبرى سنة 1269 هـ، ووالدته مريم بنت علي موان مسواني من قبيلة أنى رجب. نشأ بها وتلقى مبادئ الدين والعلوم عن والده المعروف بـ«فندي علاوي» المتوفى سنة 1311 هـ، وتعلم القرآن لدى أبو الحسن الأول الكبير بن أحمد جمل الليل بمعية أحمد بن أبي بكر بن سميط الذي أصبح مفتي زنجبار لاحقًا.

## شيوخه
أخذ عن كثير من علماء شرق أفريقيا، منهم:
| - والده علوي بن عبد الله جمل الليل - عمه علي بن عبد الله جمل الليل | - أبو الحسن بن أحمد جمل الليل - أبو بكر بن عبد الرحمن الحسيني | - علوي بن أبي بكر الشاطري - أهدل بن أبي بكر الأهدل | - علي بن محمد المعاوي - أبو بكر المعاوي |

## تلاميذه
وممن تلقى عنه:
| - ابنه أحمد بدوي بن صالح جمل الليل | - ابنه عيدروس بن صالح جمل الليل - حفيده علي بن أحمد بدوي جمل الليل | - عبد الله بن محمد باكثير - سالم بن جمعان القيصري | - علي بن حسن القمري - عبد اللطيف بن عثمان القمري |

## هجرته إلى لامو
هاجر من موطنه بإذن والديه سنة 1287 هـ إلى بلدة لامو بجزيرة لامو. وكانت مكتظة بالعلماء، فأخذ عنهم فنونًا متنوعة. ولاقى الحبيب صالح في مهجره شتى العراقيل، فثابر بعزم وصبر، ونشر العلم للعموم وجعله في متناول الجميع حقًا مشتركًا بعد أن كان وراثيًا عند البعض ظنًا منهم وخشية تلاعب السفهاء به. وتكاثرت السعايات ضده حتى جفاه البعض من الناس وهو صابر على ما يلقاه، ثم عادوا إليه لمّا ظهر لهم موقفه وخلوص نيته، فآزروه وعاونوه، ومنحه السيد أبو بكر الحسيني قطعة أرض كبيرة، فأسس عليها مسجده وسماه (رياض الجنة) وكان البناء بالخشب والطين ومفروش بالتراب النقي، وبنى كوخه السكني بالجريد والسعف، ثم بعد مدة عزم على بناء المسجد بالحجارة فأكمل البناء في سنة 1319 هـ ليلة ذكرى المعراج. فصار مسجد الرياض أول معهد لنشر العلم والثقافة الإسلامية في أفريقيا الشرقية ومنه تفرعت معاهد ومدارس وزوايا للعلم.

## المولد السنوي الكبير
كان أعظم اجتماع يقيمه سنويًا هو يوم ذكرى مولد الرسول ﷺ يحضره الجم الغفير ويأتيه الناس من أنحاء شتى، وهو موسم الدعوة إلى الله ويوم التآخي والتعارف وتبادل الآراء بين الحاضرين، كما هو موسم اقتصادي كبير جدًا بالنسبة لبلدة لامو وما حولها. واستمر هذا المهرجان في جذب العديد من المشاركين والزوار حتى يومنا هذا.

## وفاته
توفي في لامو يوم السبت ثاني شهر محرم سنة 1354 هـ.

### استشهادات
1. ↑  "الجدول المستفيض من إجازات ابن البيض". مدونة abusalma377. مؤرشف من الأصل في 2014-10-16.
2. ↑  "علماء شرق أفريقيا". مدونة sameja. مؤرشف من الأصل في 2020-06-16.